# Egen regi
Egen regi är ett uttryck i byggbranschen för att byggherren, även kallad beställaren, av ett byggprojekt även utför bygg- eller anläggningsarbetena med egen anställd personal. Motsatsen till att utföra arbeten i egen regi är att arbetet utförs på entreprenad. Detta innebär att arbetet för bygg- och anläggningsarbete utförs på uppdrag av ett annat företag eller en uppdragstagare. I så fall kan byggherren själv fungera som beställare eller också överlåta uppdraget som beställare på någon annan. Finns kompetensen och resurserna samt de ekonomiska förutsättningarna i det egna företaget för att finansiera, planera och genomföra bygg- eller anläggningsarbetena kan byggherren utföra detta i egen regi.
Definitionen på byggherre är, enligt plan- och bygglagen (PBL), "den som för egen räkning utför eller låter utföra projekterings-, byggnads-, rivnings- eller markarbeten." 

## Egen regi i välfärden
Egen regi är ett beskrivande uttryck som inom välfärden hade en tidigare innebörd av verksamhet som bedrevs av kommunen. I samband med att Lagen om Valfrihetssystem började tillämpas i kommunernas upphandlingsförfarande blev det inte längre tillåtet, inom ramen för verksamhet som skulle konkurrensutsättas, att överlåta verksamhet att bedrivas inom den kommunala nämnden och förvaltningen eftersom detta skulle hota konkurrensneutraliteten i valfrihetssystemet. Det erfordrades att en tydlig gränsdragning gjordes mellan kommunens roll som beställare och utförare. Egen regi kom således att omorganiseras så att verksamheten och dess drift inte sammanblandades med kommunala nämnden. Egen regi-begreppet fick nu en annan innebörd. En verksamhet som bedrivs i egen regi har fortfarande den kommunala nämnden som huvudman, även då överenskommelse eller avtal har tecknats om att driften av insatsen och verksamheten praktiskt bedrivs av en annan juridisk person eller bolag. Transparensen kring detta förfarande varierar. I vissa kommuner råder en avsiktlig öppenhet, i led med kommunallagen, mot medborgarna om att driften har upplåtits. I andra kommuner har avsikten istället varit att i så hög grad som möjligt söka invagga medborgarna om att verksamheten även fortsatt bedrivs av den kommunala förvaltningen - även om verksamheten bedrivs av antingen ett flertal olika privata bolag eller ett bolag som har den aktuella verksamhetsdriften.